# 藤原長子
藤原 長子（ふじわら の ちょうし、承暦3年（1079年）頃 - 没年不詳）は、平安時代後期の女官である。『讃岐典侍日記』の作者。父は讃岐入道藤原顕綱。兄に家通、姉に藤三位（とうさんみ）と呼ばれた堀河天皇乳母の兼子。女房名は讃岐典侍（さぬきのすけ）。

## 生涯
姉兼子が堀河天皇の乳母であったことから、康和2年（1100年）堀河天皇に出仕、翌年暮に典侍に任じられ、その身近で「もろともに八年の春秋」を過ごした。嘉承2年（1107年）7月、堀河天皇の病重く重態に陥ると、その側を離れず最期の時まで看病し続けた。
一度は、宮仕えから身を退いたが、翌天仁元年（1108年）から白河院の強い意向を受け、幼帝鳥羽天皇の典侍として再出仕した。その後、時期は不明だが、典侍の職を辞していたと思われる。
元永元年（1118年）秋ごろから、しばしば先帝堀河院の霊が憑き、鳥羽天皇を守護すると称して内裏に常駐するようになった。そして中宮璋子（待賢門院）の懐妊を予言、皇子誕生を朝夕に内侍所で祈り、翌元永2年（1119年）実現させた（後の崇徳天皇）。鳥羽天皇をはじめとして内裏での信を得ていたが、やがて堀河院の霊の言葉として、兄道経を近江守に任ぜよと命じたり、種々雑多のことを言い出し、白河院により参内を停止された。
これら以外の伝記的情報は乏しい。藤原俊成の母とする説もあったが、その可能性は低いとされる。

## 逸話
長子が『讃岐典侍日記』に書き留めた幼帝鳥羽天皇の口ずさみ「ふれふれこゆき」は、200年あまり後に、兼好法師によって「昔より言ひけることにや」と、引用されている。文字に残されたわらべうたの記録として最古のものという。

## 作品
勅撰集
| 歌集名       | 作者名表記     | 歌数 |
| ------------ | -------------- | ---- |
| 新勅撰和歌集 | 堀河院讃岐典侍 | 1    |

日記文学
- 『讃岐典侍日記』2巻。堀河天皇の崩御を、その側近が愛情をこめて綴った作品。本作中に自作和歌10首（うち1首は『新勅撰和歌集』と重複）を含む。